# Суходіл (фільм)
«Суходіл» — художній фільм 2011 року, дебютна робота режисера Олександри Стрєляної. Фільм знятий за мотивами однойменної повісті Івана Буніна.

## Зміст
Ця історія розповість про життя бідних провінційних дворян через призму сприйняття їх служниці — нехитрої молодої селянки Наталії. У неї вузький кругозір і безліч забобонів, характерних для її стану, однак добре серце компенсує брак знань і забобонні побоювання перед невідомим.

## Ролі
| Актор               | Роль              |
| ------------------- | ----------------- |
| Яна Єсипович        | Наталія           |
| Роза Хайрулліна     | юродива           |
| Олена Калініна      | Тоня              |
| Олег Гаркуша        | Юшка              |
| Данило Шигапов      | Гевраська         |
| Вадим Сквирський    | пан/ рос. барин   |
| Наталія Бурмістрова | пані/ рос. барыня |
| Анатолій Гришин     | Бодуля            |
| Ніна Семенова       | паломниця         |
| Олександр Ноткін    | офіцер Войткевич  |

## Знімальна група
- Режисер-постановник: Олександра Стрєляна
- Сценарист: Олександра Стрєляна (за мотивами однойменної повісті Івана Буніна)
- Оператор: Олександр Дем'яненко
- Художник-постановник: Сергій Анісімов
- Продюсери: Олексій Учитель, Кіра Саксаганська (співпродюсер)
- Композитор: Олександр Ланєєв
- Народні пісні виконують: Ольга Лапшина (весільний плач), Сергєєва Ольга Федосіївна, Боровикова Євдокія Василівна